# آناتولی بوریسوویچ کوزنتسوف
آناتولی بوریسوویچ کوزنتسوف (روسی: Анатолий Борисович Кузнецов؛ ۳۱ دسامبر ۱۹۳۰ – ۷ مارس ۲۰۱۴) بازیگر اهل اتحاد جماهیر شوروی سوسیالیستی بود.
از فیلم‌های او می‌توان به گامبی ترکی اشاره کرد.
وی همچنین برندهٔ جوایزی همچون نشان دوستی و هنرمند مردمی جمهوری شوروی فدراتیو سوسیالیستی روسیه شده‌است.